# Cap Irago
Le cap Irago (伊良湖岬, Irago-misaki) est un cap de la péninsule d'Atsumi dans le sud de la préfecture d'Aichi au Japon.

## Géographie
Le cap Irago est la pointe de la péninsule d'Atsumi dans le sud-ouest de la ville de Tahara. Il s'avance dans l'océan Pacifique et est bordé au sud par la mer d'Enshū et au nord par la baie de Mikawa.
Sur la côte sud de la ville de Tahara, dans le prolongement du cap Irago, s'étend sur environ 1 km la plage sableuse de Koijiga, plus connue sous le nom de « plage des amoureux ».

## Le phare

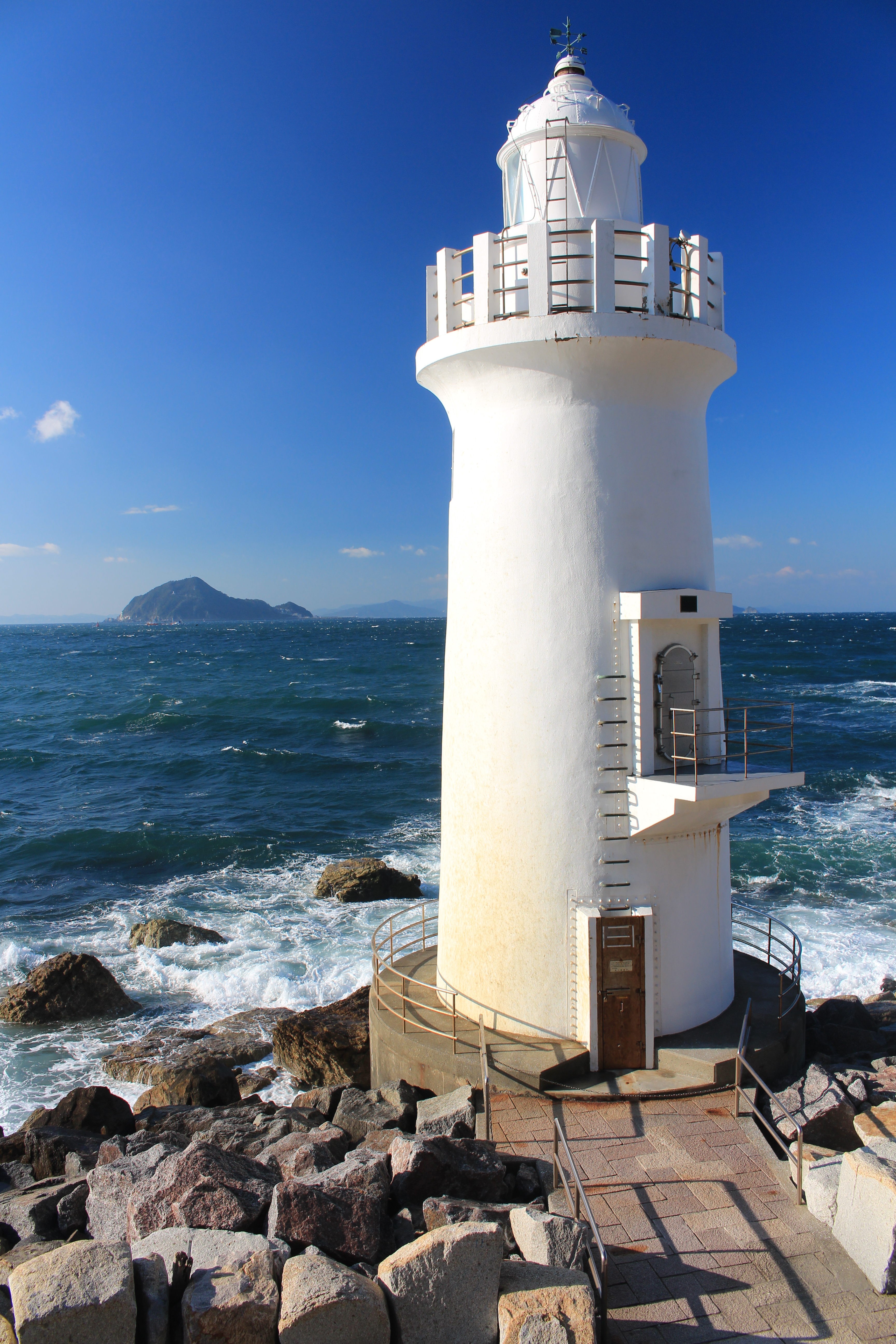
Le phare du cap Irago.

Le phare du cap Iragozaki, haut de 14,8 m, a été construit en 1929. Il offre une vue sur l'océan Pacifique, les baies de Mikawa et d'Ise et la mer d'Enshū.